# Atanus loriatus
Atanus loriatus är en insektsart som beskrevs av Cheng 1980. Atanus loriatus ingår i släktet Atanus och familjen dvärgstritar. Inga underarter finns listade i Catalogue of Life.